# Jason Mantzoukas
Jason Mantzoukas (Nahant, Massachusetts, 18 de diciembre de 1972) es un humorista, actor, guionista y doblador estadounidense de origen griego.

## Biografía
Nació y creció en Nahant, Massachusetts, donde realizó sus estudios primarios y se graduó de la secundaria. En su instituto pertenecía a una banda de música juvenil en la cual era el baterista. 
Tiempo más tarde inició su carrera artística como actor de comedia de improvisación, mientras que al mismo tiempo asistía a la universidad Middlebury College, de Middlebury, Vermont, de la cual pertenecía al equipo deportivo.
Después de la universidad estudió música y también estuvo viviendo en el extranjero durante varios años, viajando por países del Norte de África y Oriente Medio.
En 1998 regresó a Estados Unidos y se mudó a la ciudad de Nueva York, donde comenzó a realizar comedia en el famoso teatro de improvisación Upright Citizens Brigade Theatre (UCB Theatre) de Manhattan. Aquí empezó como miembro del equipo de improvisación "Mother", que es uno de los equipos más antiguos y conocidos, y con el paso de los años también fue profesor de interpretación en el UCB Theatre y además dio clases en Los Ángeles.
Ha llevado a cabo un espectáculo semanal, "Soundtrack", en el que improvisa sobre la base de las listas de reproducción del iPod de los asistentes.
En el mundo del cine comenzó en 2007 y desde entonces ha aparecido en numerosas películas, entre las que destacan "Baby Mama", "I Hate Valentine's Day", "Trainwreck: My Life as an Idiot", "El dictador", "Please Give", "Stretch", "Neighbors", "Adult Beginners", "Search Party", "The House". "Sleeping with Other People", "The Night Before o "Dirty Grandpa", entre otras.
También en 2015 fue actor de doblaje en la película de animación "Regular Show: The Movie", donde dobló al personaje de Sr. Ross.
Desde 2017 interpreta a Jay Bilzerian en la serie de animación para adultos "Big Mouth (serie de televisión)".
Desde 2021 interpreta a Rex Splode en la serie animada Invincible.
En 2000 apareció por primera vez en una serie de televisión y con el tiempo ha salido en series destacadas como "Human Giant", "The League", "Traffic Light", "Childrens Hospital", "Enlightened", "Parks and Recreation", "NTSF:SD:SUV::", "Modern Family", "Comedy Bang! Bang!", "Broad City", "Review", "The Good Place", "Transparent", "Drunk History", "Community" y "Brooklyn Nine-Nine" entre otras.
Además, dobló al personaje Pine Booby en el episodio "Flight of the Deep Fried" de la serie animada "Los calamareños", en "Las desventuras de Tim" dobló a varios personajes, en "Bob's Burgers" hizo la voz del Sr. Manoogian y en Regular Show interpretó a un saxofonista triste.
Durante unos años junto al humorista Ed Herbstman realizaron un dúo cómico llamado "The Mantzoukas Brothers", con el que incluso la revista británica internacional Time Out Magazine les otorgó el Premio al Mejor Dúo de Improvisación en 2006.
En diciembre de 2010 debutó en la famosa red de comedia de podcasting "Earwolf" (Earwolf Media, LLC), cuyo primer podcast fue "How Did This Get Made?", el cual consta de un total de 127 episodios y en el que aparece junto al matrimonio de actores compuesto por Paul Scheer y June Diane Raphael.